# Перынский скит
Перы́нский скит или Перынский Рождества Богородицы мужской скит — монастырь, располагавшийся в новгородском урочище Перынь и действовавший с XIV века по 1764 год. Ныне скит Юрьева монастыря.
В летописях упоминается впервые под 1386 годом, когда монастырь сожгли новгородцы.

## Расположение
Перынский Рождества Богородицы скит расположен на юге Великого Новгорода на полуострове (до 60-х годов XX века — остров) при истоке реки Волхов из озера Ильмень, южнее Юрьева монастыря.

## История

### Древнерусское капище
Предположительно, именно в урочище Перынь находилось древнерусское языческое святилище, посвящённое славянскому богу-Громовержцу Перуну.
По данным летописи, в 980 году, в ходе своей «языческой реформы», великий князь Владимир Святославич велел своему дяде Добрыне поставить в Новгороде идол Перуна, что тот и сделал:

«В год 6488 (980). <…>Владимир посадил Добрыню, своего дядю, в Новгороде. И, придя в Новгород, Добрыня поставил кумира над рекою Волховом, и приносили ему жертвы новгородцы как богу.»
Идол Перуна был поставлен Добрыней, вероятно, в том месте, которое до сих пор называется Перынью, как об этом свидетельствует Адам Олеарий, побывавший в Новгороде в 1654 году:

«Новгородцы, когда были ещё язычниками, имели идола, называвшегося Перуном. то есть богом огня, ибо русские огонь называют „перун“. И на том месте, где стоял этот их идол, построен монастырь, удержавший имя идола и названный Перунским монастырем. Божество это имело вид человека с кремнем в руке, похожим на громовую стрелу (молнию) или луч. В знак поклонения этому божеству содержали неугасимый ни днем, ни ночью огонь, раскладываемый из дубового леса. И если служитель при этом огне по нерадению допускал огню потухнуть, то наказывался смертью»
В 1951—1952 годах новгородская археологическая экспедиция, руководимая Артемием Арциховским, произвела раскопки на Перыни. Этими исследованиями руководил В. В. Седов. В результате очень тщательных раскопок удалось обнаружить остатки предположительно языческого капища. Центр мольбища находился юго-западнее существующей каменной церкви Рождества. В плане он представлял собой круглую площадку диаметром 12 саже́ней (21 метр), окружённую неглубоким рвом с 8-ю выступами по сторонам света, радиус выступов — 4 саже́ни (7 метров). В центре площадки находилась круглая яма со следами дерева в ней — основание деревянного идола. В расширениях рва обнаружены следы кострищ. Восьмилепестковую форму рва, окружающего капище, В. В. Седов сопоставил с формой цветка ириса, посвященного Перуну (южнослав. перуника, богища «Iris Germanica»).
Дальнейшее исследование установило, что до установки идола Перуна на этом месте существовал сакральный комплекс, состоящий из трёх святилищ. Академик Б. А. Рыбаков считал, что святилища могли быть посвящены трём славянским божествам: Ящеру — хозяину вод, рыбы и водных путей и Ладе и Леле — богиням плодородия.
Позднее трактовка данного памятника как сакрального комплекса из нескольких святилищ была поставлена под сомнение. Л. С. Клейн и В. Я. Конецкий обратились к источниковедческим аспектам проблемы и вновь подробно проанализировали материалы раскопок. На взгляд авторов, оставленные без должного внимания ещё два рва, открытые в Перыни, серьёзно влияют на выводы. Расположенные в линию три перынских рва вполне могли являться остатками группы сопок, насыпи которых по некоторым причинам не сохранились. Такие детали как яма от столба в центре площадки, кострища и каменные вымостки хорошо вписываются в контекст и могут принадлежать разрушенным сопкам.

### Христианский монастырь

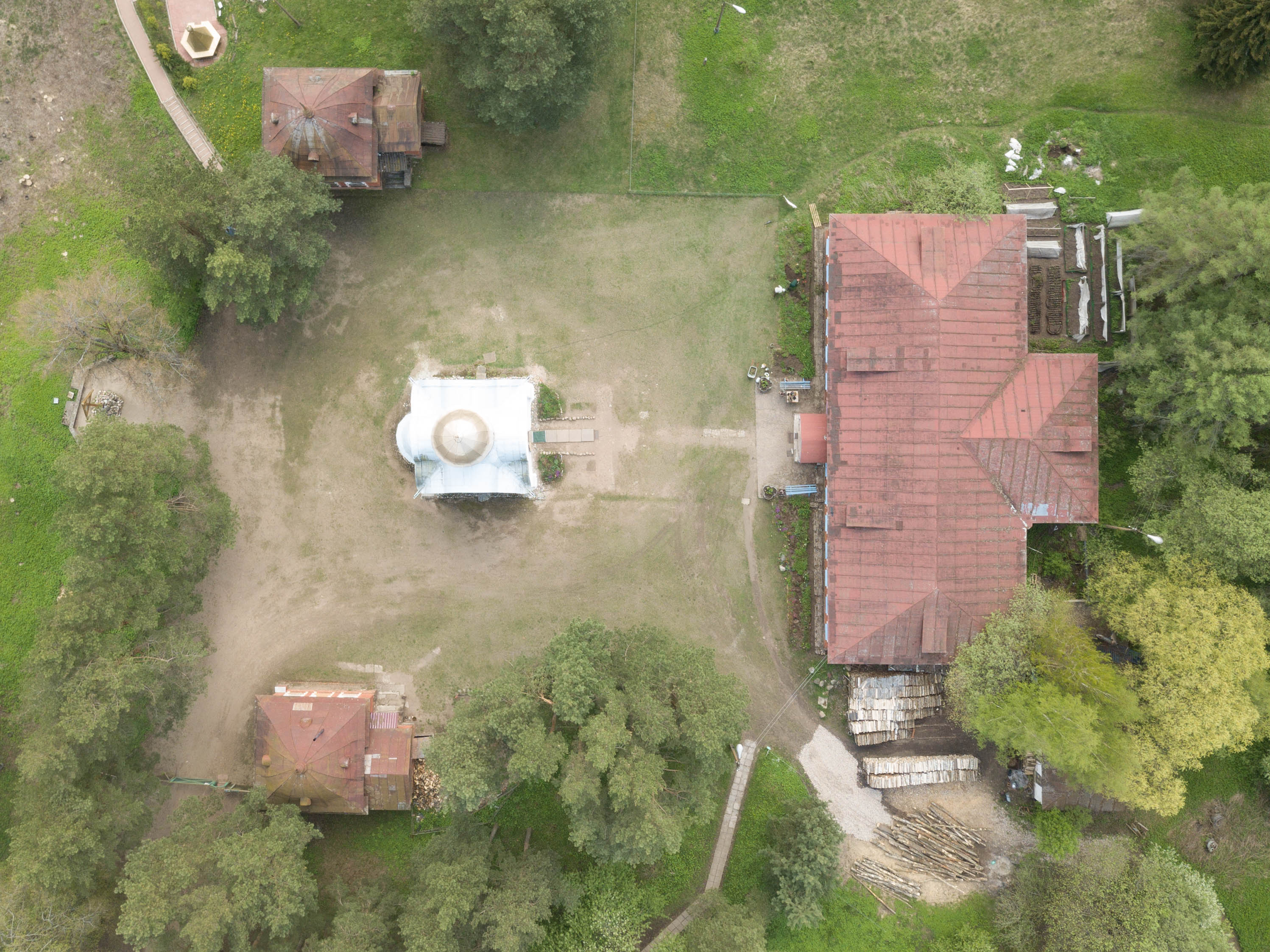
Вид на монастырь с дрона, 2021 год

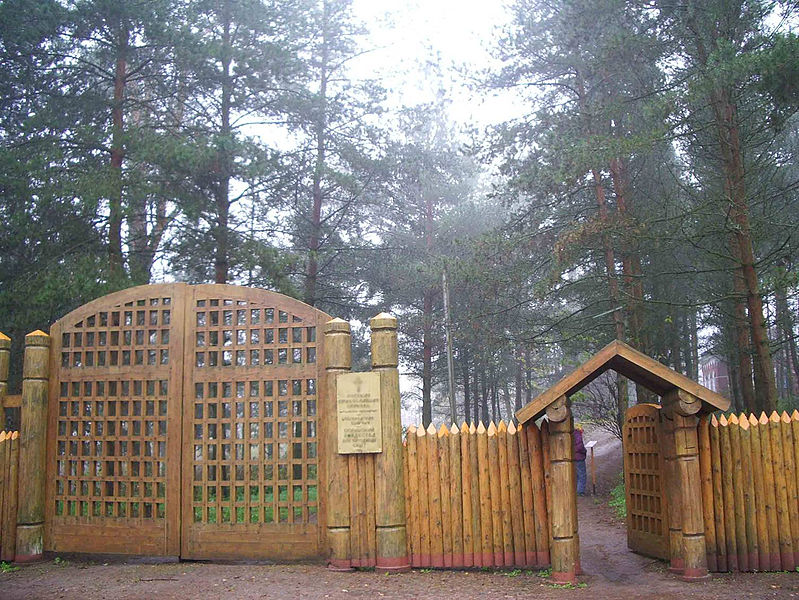
Вход на Перынский скит

В 989 году, после того как Владимир обратился в христианство, Новгород был крещён святым епископом Иоакимом Корсунянином, а деревянный идол Перуна был срублен и сброшен в Волхов, кострища перекопаны, а рвы засыпаны.

«В лето 6497. Крестися Володимиръ и вся земля Руская; и поставиша в Киеве митрополита, а Новуграду архиепископа, а по иным градомъ епископы и попы и диаконы; и бысть радость всюду. И прииде къ Новуграду архиепископъ Аким Корсунянинъ, и требища разруши, и Перуна посече, и повеле влещи его в Волхово; и поверзъше уже, влечаху его по калу, биюще жезлеемъ; и заповеда никому же нигде же не прияти. И идее пидьблянин рано на реку, хотя горънци вес ти в город; сице Перунъ приплы къ берви, и отрину и шистомъ: „ты, рече, Перунище, досыти пилъ и ялъ, а ныне поплови прочь“; и плы со света окошьное»
По преданию, после введения христианства, на месте капища в 995 году построили деревянную церковь Рождества Богородицы, которая простояла около двухсот лет; о ней практически ничего не известно. Тогда же, вероятно, был основан монастырь, хотя впервые в летописи он упомянут в 1386 году в списке монастырей, сожжённых самими новгородцами при приближении войска московского князя Дмитрия Донского.
В 1528 году в Перынском монастыре сооружена деревянная трапезная с церковью Троицы (второй церковью на острове). В период шведской оккупации (1611—1617 годы) монастырь был сожжён и разграблен. В описи 1615 года церковь Троицы есть, а в 1617 году она уже не упоминается: «Храм в монастыре Рождества Богородицы разорён. Келий и ограды нет. В монастыре старец один Максим. Церковного имущества у него крест благословящий и пять книг…». Чтобы поддержать запустевшую обитель, она в 1634 году по царской грамоте приписана к Свято-Юрьеву монастырю.

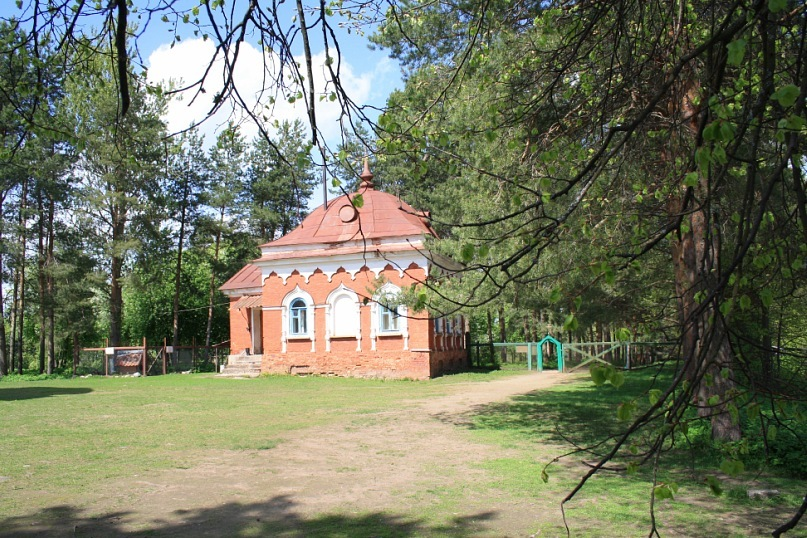
На скиту

В 1764 году правительством Екатерины II была проведена церковно-земельная реформа. Церковные земли были переданы государству, более половины монастырей закрыто. Перынский монастырь был упразднён, его церковь обращена в приходскую, все постройки кроме церкви разобраны и перевезены в Свято-Юрьев монастырь.
Возрождение Перынского и расцвет Свято-Юрьева монастырей связаны с именем знаменитого архимандрита Фотия (Спасского) (1792—1838). В 1822 году он был назначен архимандритом Свято-Юрьева монастыря, каковым и оставался до кончины. С помощью огромных средств своей духовной дочери графини Анны Алексеевны Орловой-Чесменской архимандриту Фотию удалось привести обитель в цветущее состояние. По прошению архимандрита Фотия церковь Рождества Богородицы вновь была приписана к Свято-Юрьеву монастырю. Стены храма внутри и снаружи были основательно отремонтированы и расписаны заново, с западной стороны появилась обширная пристройка, сделаны новый пол и глава.

Один из корпусов скита

После ремонта церковь освящена в 1828 году и при ней основан скит. Первым начальником скита стал иеромонах Аникита (в миру князь С. А. Ширинский-Шихматов). В конце 1830-х — начале 1840-х годов из красного кирпича были построены братский корпус, маленькие корпуса начальника скита и юрьевского архимандрита, два хозяйственных корпуса, ограда вокруг монастыря, звонница при церкви «на двух каменных столбах с 6 небольшими колоколами».
В августе 1919 года губернским съездом Советов было принято решение о закрытии монастырей в Новгородской губернии. Перынский скит был закрыт и разорён. В 1920-х годах были разобраны Юго-западный хозяйственный корпус, звонница и ограда. Церковь и постройки стали использоваться под склад артелей рыбного промысла.
Во время войны 1941—1945 годов по Волхову проходила линия фронта. Скит находился на оккупированной территории, но постоянного гарнизона не имел. После войны на острове работал филиал Новгородского рыбокомбината, который в 1960-х годах сменила турбаза. К концу 1980-х годов инфраструктура базы использовалась под детский спортивный лагерь, пока в 1991 году, в связи с ликвидацией СССР, не прекратилось её финансирование.
В 1991 году Перынский полуостров с храмом и постройками был передан Русской Православной Церкви. В начале на острове проживала община монашествующих женщин, которая впоследствии прекратила своё существование. Сегодня монастырь возрождается как скит Свято-Юрьева монастыря.

## Церковь Рождества Богородицы

Церковь Рождества Богородицы в Перыни

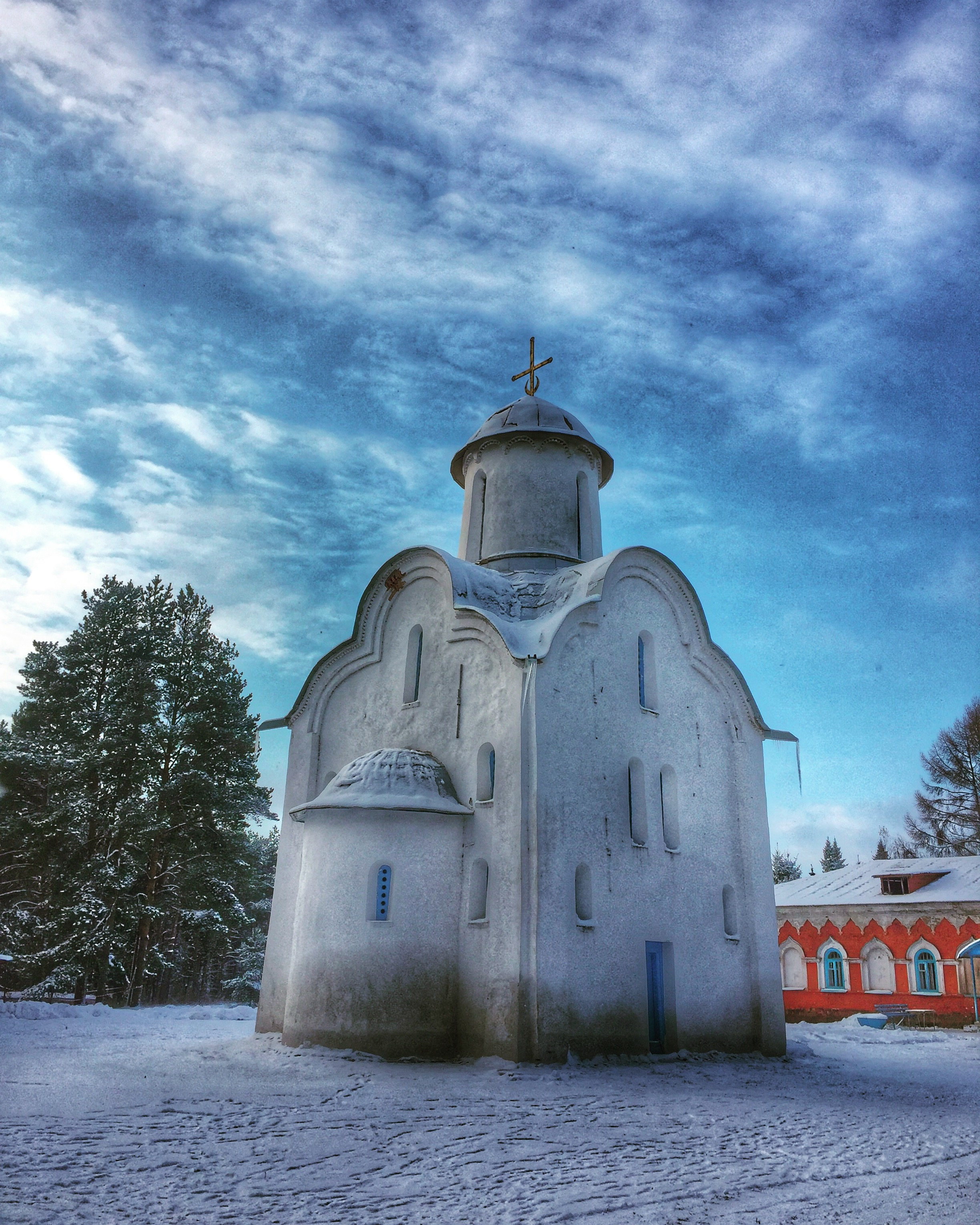
Церковь Рождества Богородицы в Перыни, 2016 год

Церковь Рождества Богородицы — один из самых маленьких храмов новгородской земли (7,5 на 9,5 на 12 метров). О сооружении каменной церкви на месте мольбища в летописях прямых сведений нет. Каменная постройка датируется 1230-ми годами. Предположительно, её построили в 1226 году, когда в Новгороде находился отец Александра Невского и проходили публичные выборы архимандрита.
Первые обмеры и исследование Перынской церкви проведены в 1947—1948 годах Р. А. Кацнельсон (тогда были обнаружены под слоем кирпича фрагменты фресок XIII века), а в 1961 году — архитектором Л. Е. Красноречьевым, который и составил окончательный проект реставрации на первоначальную дату (XIII век). Реставрационные работы проведены в 1962—1965 годах (без реставрации интерьера).
В результате реставрации выявлены первоначальное трёхлопастное покрытие церкви, фрагменты фресковой росписи в притолоках окопных проёмов барабана. Чуть сужающиеся кверху стены, лопатки, окна, барабан церкви усиливают эффект легкости и устремлённости ввысь. Внутрь здания ведут три просторных входа. Они и широко расставленные стройные подкупольные столбы способствуют тому, что и при малых размерах церковь производит впечатление просторного, высокого сооружения. Основу дошедшего до нас здания составляет кладка домонгольского времени — сочетание известняка и тонкого кирпича — плинфы, положенных на известковом растворе, с примесью кирпичной крошки (цемянки).
Храм Рождества Богородицы на Перыни является одним из немногих архитектурных памятников XIII века в России. Фасады церкви, не расчленённые лопатками, были лишены какого-либо декора. По своему архитектурному облику Перынская церковь как бы предвосхищала характерные черты новгородского зодчества конца XIII — первой половины XIV века.
В 1985 году, "в ходе восстановления первоначального облика - в поисках более ранних росписей", живопись 19 века была экспериментально, с переносом в музей, скальпирована. В зиму 1999—2000 годов  живопись  была прописана заново.
В настоящее время памятник реставрирован в первоначальном виде. После реставрации интерьера архиепископ Новгородский и Старорусский Лев освятил храм 10 марта 2001 года. В 2004 году состоялся первый и пока последний постриг в иноки.

## Культурное наследие
30 августа 1960 года постановлением Совета Министров РСФСР № 1327 «О дальнейшем улучшении дела охраны памятников в РСФСР» как памятники государственного значения, приняты под охрану:
- Объект культурного наследия № 5310036000№ 5310036000 — древнеславянское святилище «Перынь»
- Объект культурного наследия № 5310037000№ 5310037000 — монастырь Перынский (Перынский скит)
- Объект культурного наследия № 5310037007№ 5310037007 — церковь Рождества Богородицы
- Объект культурного наследия № 5310037001№ 5310037001 — корпус архимандритский
- Объект культурного наследия № 5310037005№ 5310037005 — парк
- Объект культурного наследия № 5310037006№ 5310037006 — ограда (остатки)

В 1992 году Решением юбилейного заседания Комитета Всемирного наследия ЮНЕСКО Перынский скит включён в Список Всемирного наследия.